# 中川雅治
中川 雅治（なかがわ まさはる、1947年〈昭和22年〉2月22日 - ）は、日本の政治家、大蔵・環境官僚。
環境大臣（第24・25代）、内閣府特命担当大臣（原子力防災）（第3次安倍第3次改造内閣・第4次安倍内閣）、参議院議員（3期）、参議院憲法審査会長、同決算委員長、同外交防衛委員長、同行政監視委員長、同国家安全保障に関する特別委員長、同議院運営委員長、同沖縄及び北方問題に関する特別委員長、同文教科学委員長、自由民主党参議院幹事長代行、同税制調査会副会長、同参議院議員副会長、同総務会長代理、同政務調査会副会長、同環境部会長、環境事務次官、環境省総合環境政策局長、大蔵省理財局長などを歴任。家族は息子が二人、孫が三人いる。

## 来歴

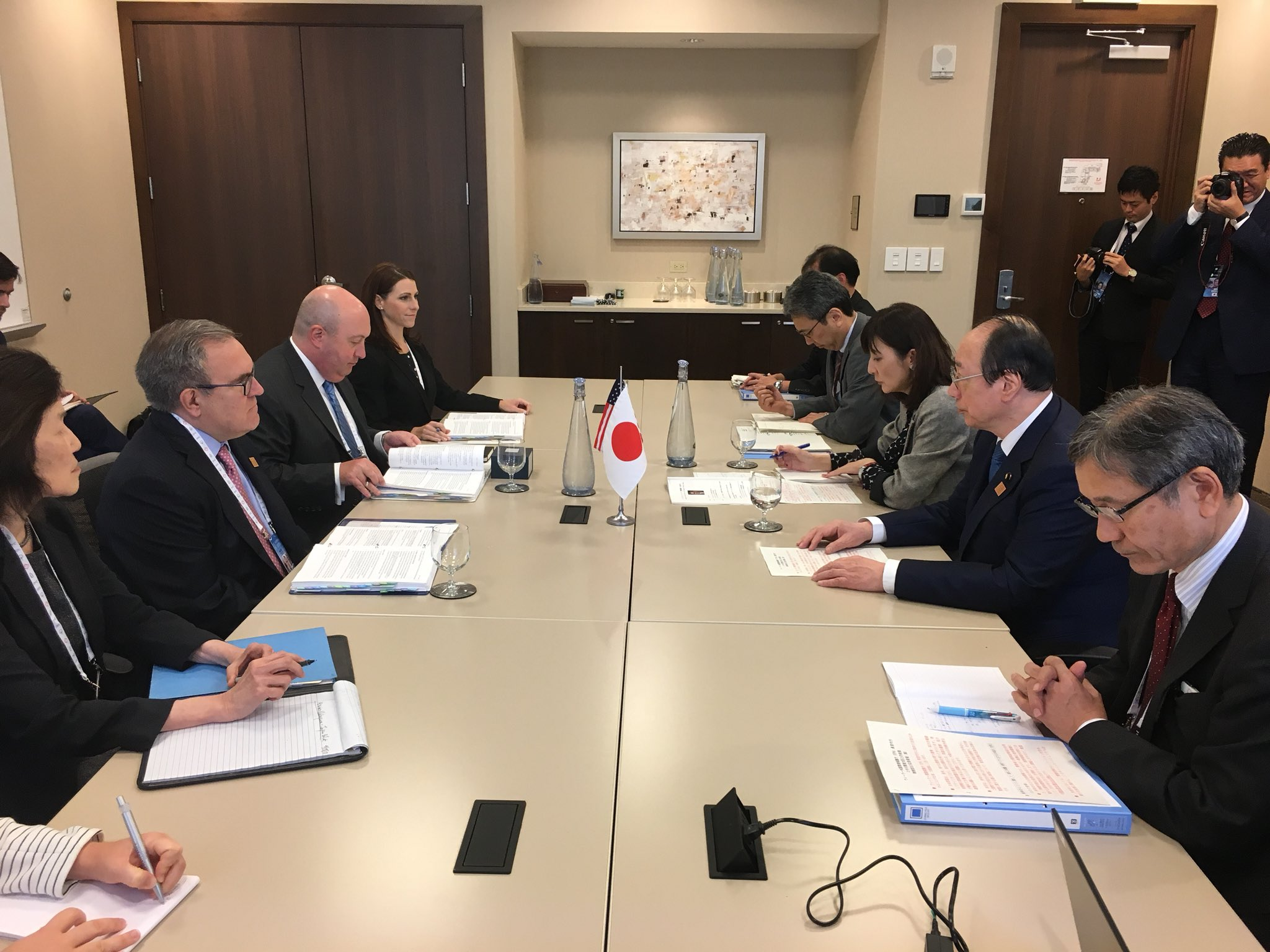
2018年9月18日、米国代理の環境保護庁長官アンドリュー・R・ウィーラーとの会談

東京都目黒区駒場生まれ。麻布中学校・高等学校、東京大学法学部卒業後、大蔵省（現・財務省）に入省。徳山税務署長や主計局主計官、福岡国税局長、理財局長等を経て、2001年から環境省へ出向。環境省総合環境政策局長を経て、2002年1月から環境事務次官を務める。2003年7月、退官。
2004年、第20回参議院議員通常選挙に自由民主党公認で東京都選挙区から出馬し、同区トップで初当選。2008年9月、参議院文教科学委員長に就任。2010年7月、第22回参議院議員通常選挙で再選。
2016年、第24回参議院議員通常選挙に自由民主党公認で東京都選挙区から出馬し3選。
2017年8月3日、第3次安倍第3次改造内閣において環境大臣として初入閣。事務次官経験者の入閣は、第2次森内閣で金融再生委員会委員長に就任した相澤英之以来17年ぶり、事務次官を務めた省庁において大臣に就任したのは、村山内閣で農林水産大臣を務めた大河原太一郎以来23年ぶりである。2018年10月2日の第4次内閣改造で大臣を退任。
2019年10月4日、参議院決算委員長に就任。
2021年10月4日、参議院憲法審査会会長に就任。
2022年1月21日、第26回参議院議員通常選挙に立候補せず政界を引退する意向を固めたことが報道により明らかとなった。同年4月6日、自由民主党は引退する中川の後継として、東京都選挙区に元おニャン子クラブメンバーで俳優の生稲晃子を擁立すると発表した。
2023年11月3日、秋の叙勲で旭日大綬章を受章。

## 年表
- 1947年2月 東京都目黒区で生まれる。
- 1969年
  - 3月 東京大学法学部第2類（公法コース）卒業[1]
  - 4月 大蔵省入省（国際金融局総務課）
- 1972年7月 主計局法規課調査主任[12]
- 1974年7月 徳山税務署長
- 1975年7月 国税庁長官官房人事課長補佐[12]
- 1984年6月 大臣官房企画官兼主税局総務課[12]
- 1985年6月 東京国税局調査第一部長
- 1990年7月 主計局主計官（文部、科学技術・文化担当）
- 1991年6月 理財局国債課長
- 1992年7月 理財局資金第一課長
- 1993年6月 理財局総務課長
- 1994年7月 福岡国税局長
- 1995年5月 国税庁調査査察部長
- 1996年7月 理財局次長（旧理財局関係を担当）[13]
- 1998年7月 理財局長
- 2001年1月 環境省総合環境政策局長
- 2002年1月 環境事務次官
- 2003年7月 退官
- 2004年7月 第20回参議院議員通常選挙に自民党公認で東京都選挙区から出馬し、同選挙区トップで初当選
- 2007年9月 自由民主党環境部会長
- 2008年9月 参議院文教科学委員長
- 2010年7月 第22回参議院議員通常選挙に自民党公認で東京都選挙区から出馬し、同選挙区3位で再選
- 2014年9月 参議院議院運営委員長[5]
- 2016年7月 第24回参議院議員通常選挙に自民党公認で東京都選挙区から出馬し、同選挙区2位で3選
- 2017年
  - 8月 第3次安倍第3次改造内閣で環境大臣、内閣府特命担当大臣（原子力防災担当）に就任
  - 11月 第4次安倍内閣で環境大臣、内閣府特命担当大臣（原子力防災担当）に再任
- 2019年
  - 8月 参議院外交防衛委員長
  - 10月 参議院決算委員長
- 2020年9月 自由民主党参議院幹事長代行
- 2021年10月 参議院憲法審査会会長
- 2022年7月 参議院議員を退任

## 政策・主張
- 待機児童解消を積極的に行うことに賛成（待機児童問題等緊急対策特命チームのメンバーとして安倍総理に申し入れをしている）[14]。
- 保育人材の確保のため、保育士の処遇改善に賛成[14]。
- 財政面、環境面において「持続可能な社会」実現を目指している[15]。
- 選択的夫婦別姓への反対を表明している[16]。
- 2011年4月14日、東日本大震災の復興補正予算が議論される中、復興予算捻出のためのODA削減案に反対する超党派の勉強会に参加した[17][18]。

## 人物

### 統一教会との関係
- 2011年12月1日、統一教会（現・世界平和統一家庭連合）の関連団体の国際勝共連合、世界平和連合、平和大使協議会が後援した集会「アジアと日本の平和と安全を守る全国大会」が東京都大田区の区民ホールアプリコで開催。日本統一教会会長の梶栗玄太郎が大会実行委員長を務め、文鮮明の四男の文國進がメインスピーチを行った。中川は自民党政調副会長として同大会に出席し、挨拶した[19][20]。
- 2013年10月、さいたまスーパーアリーナで統一教会の信者を集めて開催された、教団創始者文鮮明の妻、韓鶴子の講演会に招待された[21]。
- 2014年10月に東京八王子市で開催された同教団の「祝福原理大復興会」の来賓挨拶に中川の名前が記されていた[21]。

### その他
- 2010年頃から自身のサイト内で掲載していた義家弘介衆議院議員、橋本聖子参議院議員（ともに自民）との対談記事「教育鼎談」というコンテンツ内にて、「中学時代は男子校で、クラスの悪ガキを中心に皆いつもふざけていて、小さくて可愛い同級生を全部脱がして、着ていた服を教室の窓から投げるようなことをよくやっていました」と書いていたことが、2015年8月になっていじめであるという批判を招いた。毎日新聞の取材に対して「自分はやっていない。そういうことがあったのを見たということ。あっけらかんとしたもので、いじめとは思っていなかった」と弁解している[22]。
- 日中国会議員書画展へ書画を提供している[23]。
- 国税庁人事課課長補佐時代の1977年に出張で仙台市へ向かっていた際、全日空724便ハイジャック事件に遭遇。ハイジャック犯を他の乗客3人と共に取り押さえた[3]。

## 家系
- 父：中川圭一（内科医、東京大学医学部助教授・東京共済病院長を歴任）[24]
- 母方祖父：小島三郎（衛生学者、東大教授、国立予防衛生研究所長を歴任）
- 岳父：原文兵衛（第20代参議院議長）[24]
- 岳母：原光子（参議院議員町村敬貴の次女。従弟に町村信孝）

## 所属団体・議員連盟
- 自民党たばこ議員連盟（副会長）[25]
- 日本会議国会議員懇談会[26]
- 神道政治連盟国会議員懇談会[26]
- みんなで靖国神社に参拝する国会議員の会[26]
- 創生「日本」[26]

## 著書
- 『環境立国への道』（大成出版社、2003年12月）
- 『22世紀へのメッセージ』（大成出版社、2009年12月）